# ROCKER 40歳のロック☆デビュー
『ROCKER 40歳のロック☆デビュー』（原題：The Rocker）は、ライアン・ジャッフェ原作、ピーター・カッタネオ監督、マヤ・フォーブスとウォレス・ウォロダルスキー脚本による2008年のアメリカ合衆国のコメディ映画。
2008年8月20日に公開されたが、賛否両論の評価を受け、興行収入はわずか800万ドルという大失敗に終わった。製作費1500万ドルに対して、興行収入はわずか800万ドルだった。

## キャスト
※括弧内は日本語吹替。
- ロバート・フィッシュマン - レイン・ウィルソン（後藤敦）
- キム・パウエル - クリスティーナ・アップルゲイト（勝生真沙子）
- マット・ギャッドマン - ジョシュ・ギャッド（桜井敏治）
- カーティス・パウエル - テディ・ガイガー（坂詰貴之）
- アメリア・ストーン - エマ・ストーン（甲斐田裕子）
- デヴィッド・マーシャル - ジェイソン・サダイキス（東地宏樹）
- リサ・ガッドマン - ジェーン・リンチ（高島雅羅）
- スタン・ガッドマン - ジェフ・ガーリン（長克巳）
- レックス・ドレナン - ウィル・アーネット
- ウェイン・カー - フレッド・アーミセン
- ネヴ・ゲイター - ハワード・ヘッセマン
- ティミー・スティックス - ロニー・ロス
- トラッシュ・グライス - ブラッドリー・クーパー
- ビリー・オルト - ジョン・グレイザー
- キップ - ディミトリ・マーティン
- アジズ - アジズ・アンサリ
- トレイシーグロウビー - ニコール・アーバー
- バス停の男 - ピート・ベスト
- キャロル - ジェーン・クラコウスキー
- ヴァイオレット - サマンサ・ワインスタイン
- ジェレミー - ジョナサン・マレン
- アメリアの母親 - ローラ・デ・カルトレット

- 日本語吹替版その他出演：石森達幸、松本大、阪口周平、千葉一伸、田坂浩樹、多田野曜平、高乃麗、東條加那子、立花慎之介、速見圭、室園丈裕、芦澤孝臣、鍋井まき子、中司ゆう花、中川慶一

- 日本語吹替版制作スタッフ 演出：杉本理子、翻訳：税田春介、調整：菊池悟史、制作：ACクリエイト

## 制作
本作は主にカナダのオンタリオ州トロントで撮影され、いくつかの外観のショットは2007年7月から9月にかけてオハイオ州クリーブランドで撮影された。 

## 公開
本作は、2008年8月20日にアメリカで公開された。世界興行収入は振るわず、初週末の興行収入は264万ドルで12位とトップ10圏外に終わり、劇場公開期間全体の興行収入は700万ドルにも満たない結果となった。エマ・ストーンは同週末に主演映画『キューティ・バニー』を公開し、『ROCKER 40歳のロック☆デビュー』よりもはるかに好成績を収め、初登場2位となった。